# Calañas
Calañas è un comune spagnolo che fa parte della provincia di Huelva,situato nella comunità autonoma dell'Andalusia. Ha una estensione di 283 km², una popolazione di 4 167 abitanti (al 2014) e una densità di popolazione di 14,72 ab/ km².